# Улица Роозикрантси
У́лица Ро́озикра́нтси (эст. Roosikrantsi tänav), в 1944—1989 годах — улица  Йоханнеса Лауристина (эст. Johannes Lauristini tänav) — улица в Таллине, столице Эстонии.

## География
Пролегает через микрорайон Тынисмяэ городского района Кесклинн. Начинается от площади Свободы, заканчивается на перекрёстке с Пярнуским шоссе.
Протяжённость — 359 м.

## История
Современное название улицы было официально утверждено 22 января 1936 года.
Roosikrants в переводе с эстонского означает «чётки» (лат. rosaarium). Такое название улица, вероятно, получила от дороги, ведущей к городскому месту казни — так называемой горе Иерусалима (Вылламяги, эст. Võllamägi) — которое располагалось чуть дальше: монахи, сопровождавшие людей на казнь, читали молитвы о спасении их душ, перебирая чётки.
В начале улицы со стороны Старого города в средние века находилось кладбище святой Варвары с часовней. Это было старейшее кладбище за городской стеной, оно существовало с 1379 года (не поздне́е). Кладбище охватывало площадь примерно от угла нынешнего Пярнуского шоссе и улицы Роозикрантси до улицы Висмари и являлось местом захоронения бедняков города и окрестных деревень. В начале XVII века здесь хоронили умерших от  чумы, а в конце XVII века, в 1695—1697 годах, жертв голода, последовавшего за неурожайным годом. В последний раз массовые захоронения здесь производились во время Северной войны, когда в городе случилась очередная вспышка чумы. Указом российской императрицы Екатерины II от 1772 года погребения на кладбищах на территории городов были запрещены.
В начале XX века существовала очень узкая улица Вяйке-Роозикрантси (Малая Роозикрантси, нем. Kleine Rosenkranz-Straße), которая проходила вдоль участка современного Пярнуского шоссе от площади Свободы до пересечения с нынешней улицей Сакала (сейчас это дома 30—36 на Пярнуском шоссе). Современная улица Роозикрантси тогда называлась улицей Суур-Роозикрантси (Большая Роозикрантси, нем. Große Rosenkranz-Straße).
Названия улицы в письменных источниках разных лет:
- вторая половина XVI века  — конец XVIII века — нем. Barbarastraße;
- 1813 год — эст. Suur-Rosenkrantsi tänav, нем. Kummerstraße;
- 1885, 1908, 1921—1936 годы — эст. Suur-Roosikrantsi tänav;
- 1907, 1916 годы — Большая Розенкранцская улица, нем. (Große) Rosenkranzstraße;
- 1910 год — эст. Suur-Rosenkrantsi tänav;
- 1942 год — нем. Rosenkrantzstraße.

С 1944 года до 13 ноября 1989 года улица носила название улица Йоханнеса Лауристина, в честь революционера и советского государственного деятеля Йоханнеса Лауристина, затем ей вернули название, утверждённое в 1936 году.
Общественный транспорт по улице не курсирует.

## Застройка
Улица в основном имеет историческую застройку; её современный облик сформировался в 1930-х годах. Десять расположенных на улице зданий внесены в Государственный регистр памятников культуры Эстонии. Последний номер дома на улице — 23:
- дом 1 (Roosikrantsi 1 / Vabaduse väljäk 7) — здание Страхового акционерного общества Эстонии (эст. Eestimaa Kindlustuse Aktsiaselts), в настоящее время здание Таллинской городской управы, построено в 1932 году, архитектор Роберт Натус;
- дом 2 — восьмиэтажное здание, построено в 1997 году для главного офиса Таллинского банка, архитектор — зарубежный эстонец Ааре Сакс. В 2000-х годах в здании работал филиал банка SEB, в настоящее время в нём располагаются различные офисы;
- дом 2А — здание частной клиники Отто Грайфенхагена (Otto Greiffenhagen), построено в 1902 году, архитекторы Эрвин Бернгард и Рудольф Бернгард. В 1950-х годах в здании работала 3-я Таллинская городская больница, фасады  дома —  памятник архитектуры[6];
- дом 3 — деревянное двухэтажное здание, построенное в 1878 году,  памятник архитектуры. Дом принадлежит студенческой корпорации «korp! Sakala»[англ.], и в нём работает Таллинское отделение корпорации[7];
- дом 4 — четырёхэтажный доходный дом с коммерческими помещениями на первом этаже, построен в 1929 году по проекту Эугена Хаберманна[нем.];
- дом 4А — шестиэтажный квартирный дом, построен в конце 1930-х годов. В этом доме жил эстонский государственный деятель Отто Штрандман;
- дом 4В — вилла директора «Балтийской мануфактуры» Марка ван Юнга, построена в 1932 году по проекту Олева Сийнмаа, памятник архитектуры. В 1968 году была проведена реконструкция дома, в ходе которой сохранилась лишь первоначальная планировка на втором этаже. В 1940—1941 годах в здании располагался Военный трибунал Балтийского флота, с октября 1941 года — Немецкий Особый суд, после 1944 года — снова Военный трибунал Балтийского флота. В настоящее время в здании находится резиденция Таллинской городской управы, где проводятся как открытые, так и закрытые мероприятия. Сад дома был спроектирован архитектором Антоном Соансом в 1932 году, позже был уничтожен[8][9];

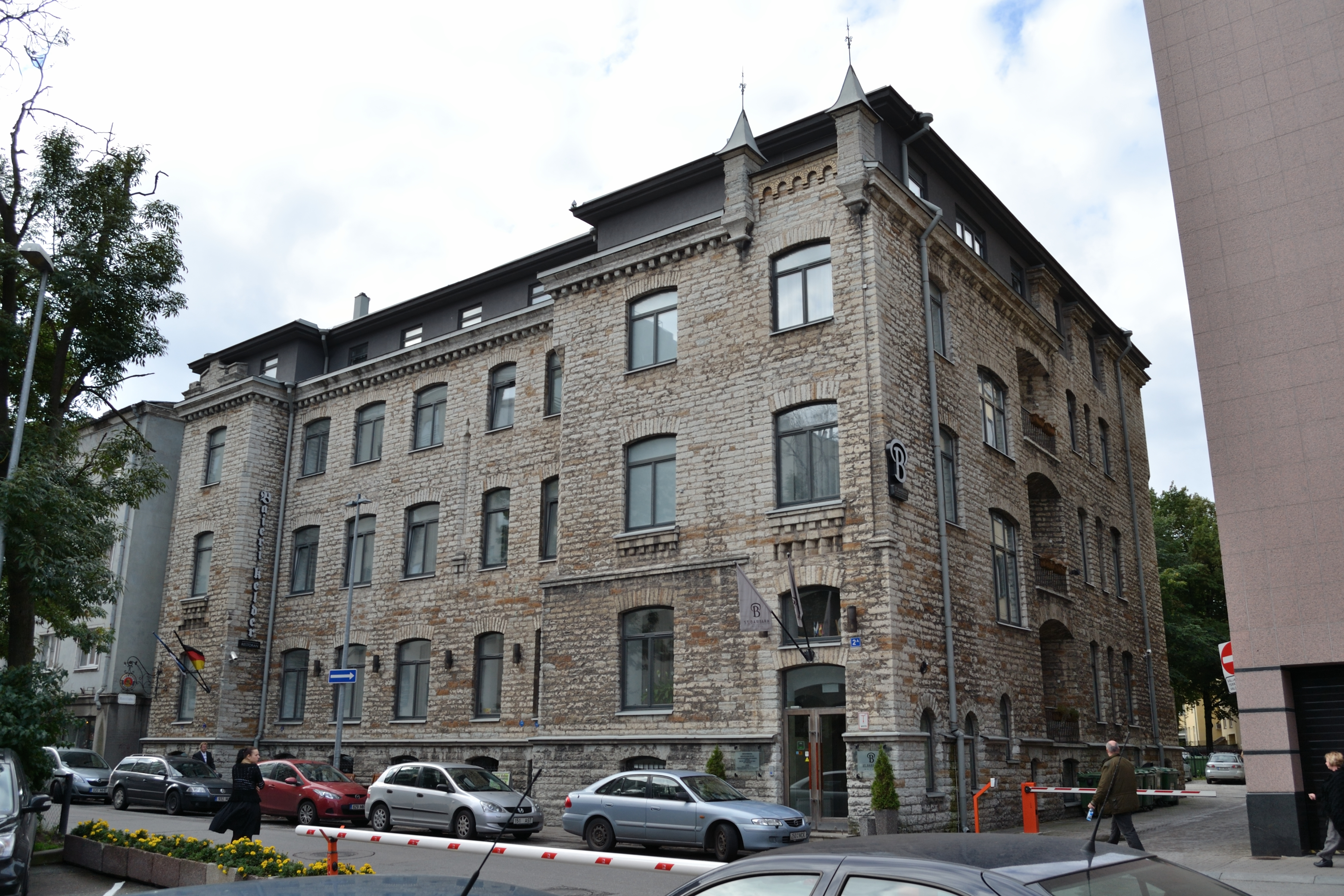
Дом 2А
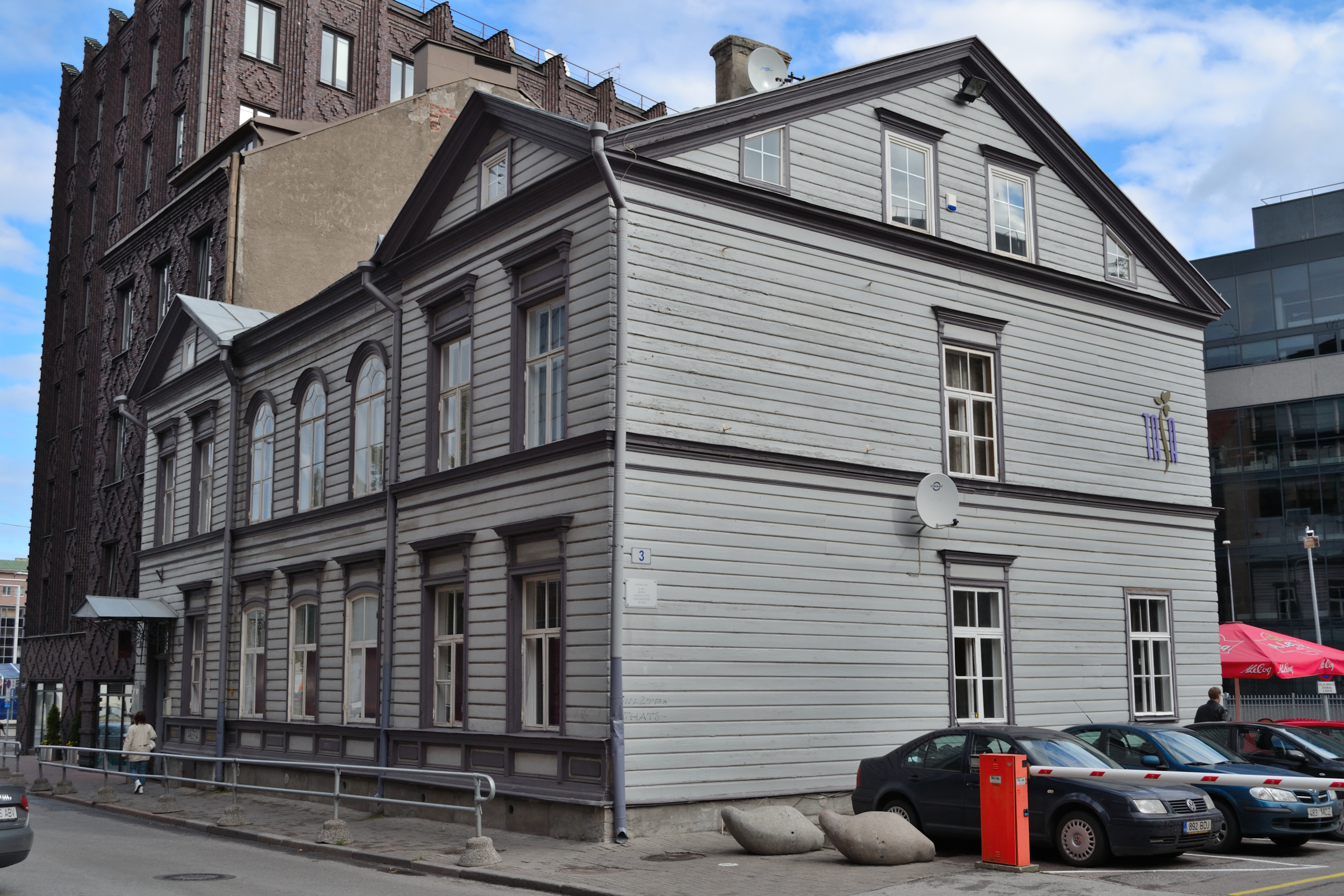
Дом 3
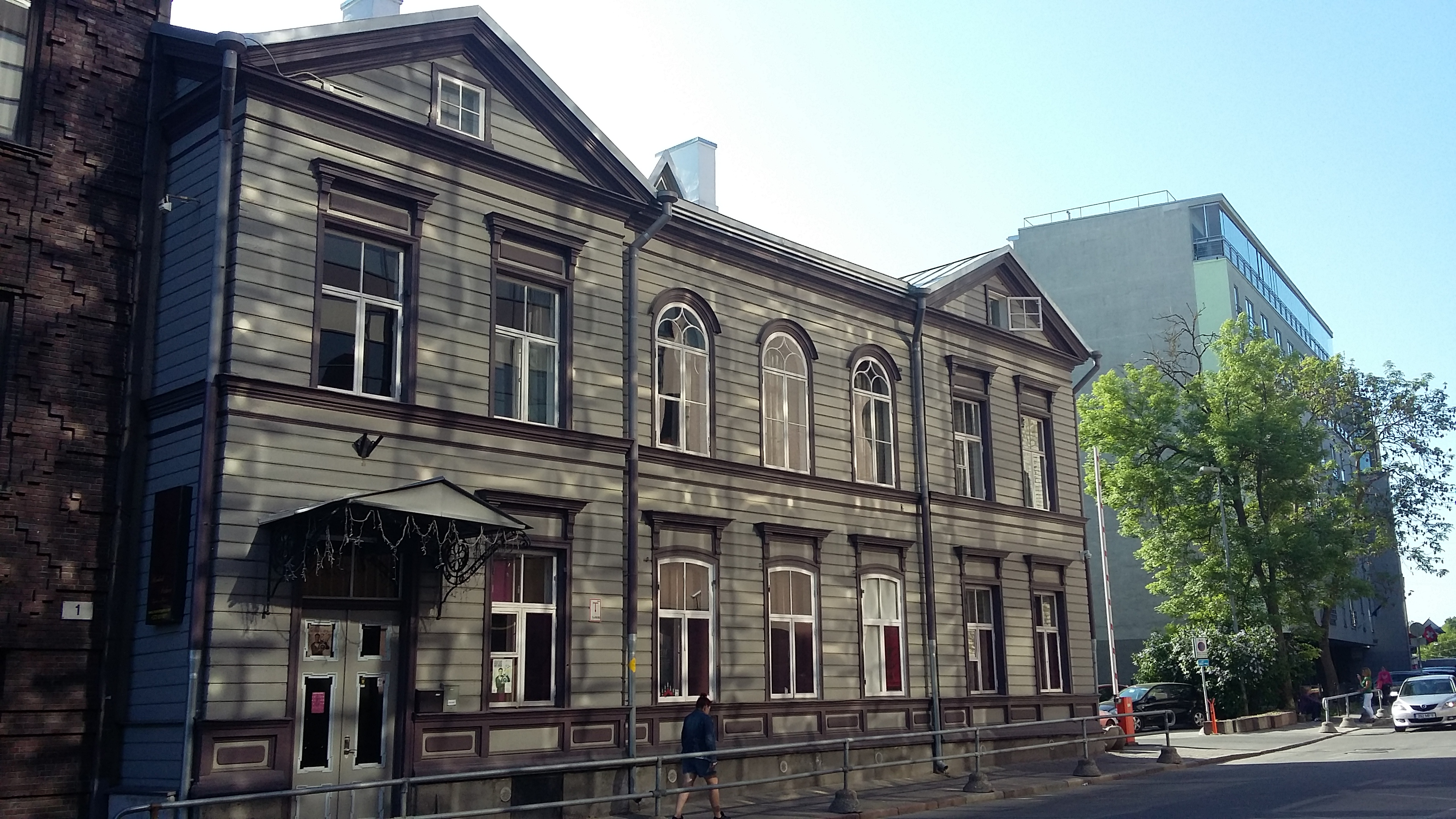
Дом 3
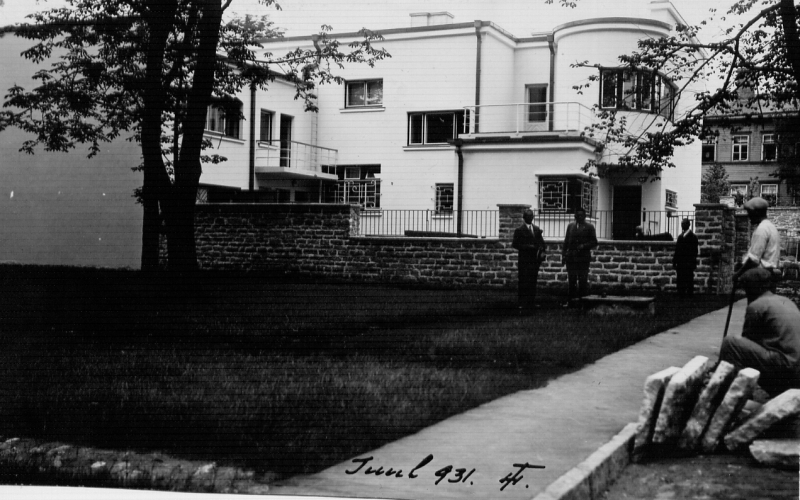
Вилла Марка ван Юнга в 1931 году
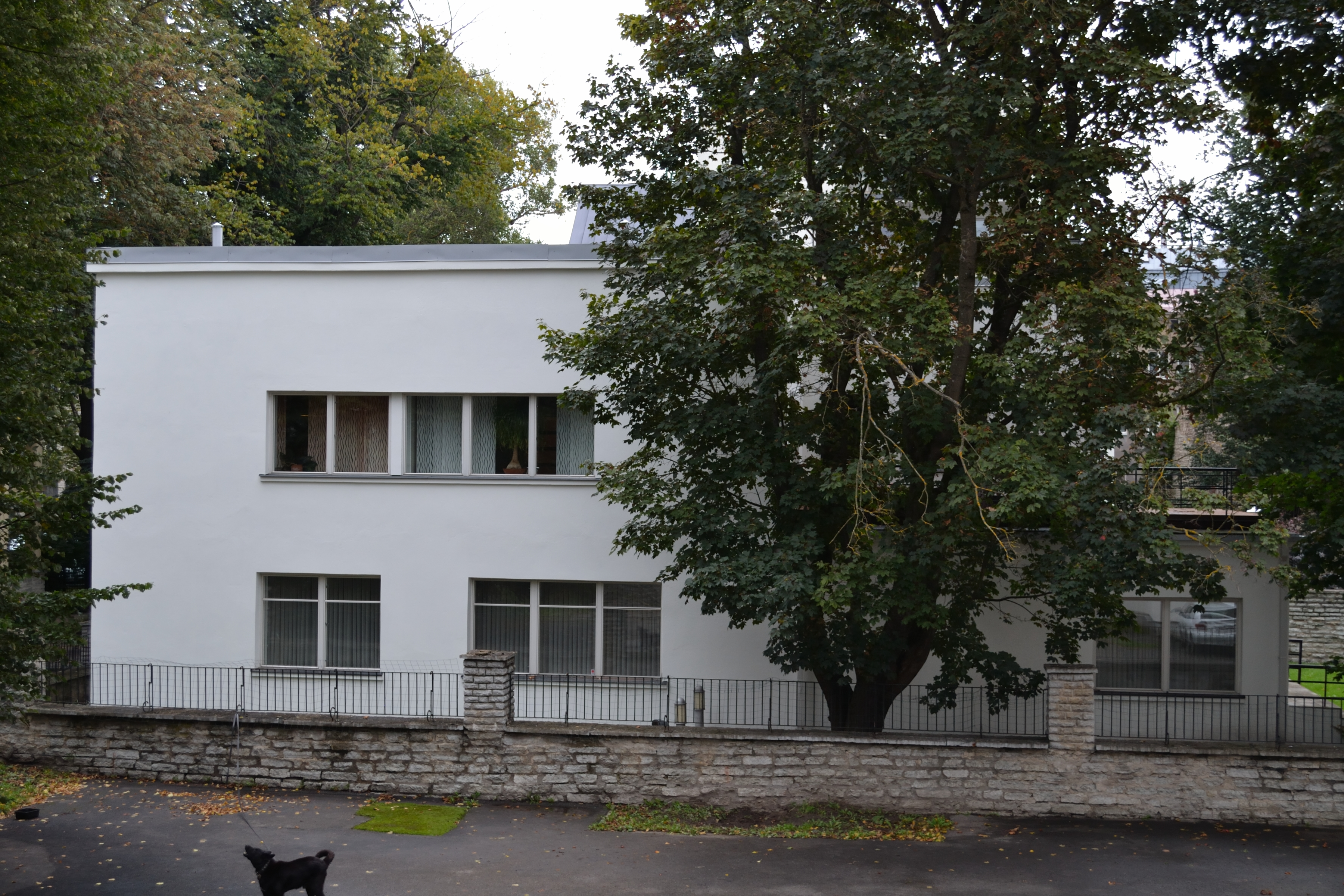
дом 4b

- дом 4С — четырёхэтажный каменный жилой дом с коммерческими помещениями на первом этаже, построен в 1937 году по проекту Эриха Якоби;
- дом 6 — шестиэтажное здание, построено в 1958 году;
- дом 7 — изначально здесь находился четырёхэтажный доходный дом Мартина Йервана (Martin Jervan), построенный в 1930 году по проекту Йохана Острата[эст.]. В 2009 году владельцы трёх земельных участков, расположенных вдоль улицы Роозикрантси и Пярнуского шоссе, решили использовать пространство между домами для возведения современных коммерческих зданий;
- дом 8, дом 8А — четырёхэтажные дома Яана Тийтсмана (Jaan Tiitsman) и Эрнста Тийтсмана (Ernst Tiitsman), построены в 1938—1939 годах по проекту Ойгена Хаберманна,  памятник архитектуры. На первом этаже домов расположены торговые помещения с большими витринными окнами, на верхних этажах — квартиры. Для облицовки фасадов был использован Вазалеммаский мрамор. Во времена Эстонской ССР в этих домах жили советские партийные и государственные деятели, в частности Вайно Вяльяс, Эдгар Сависаар и Тийт Вяхи; в доме 8 располагался Военный трибунал НКВД Эстонской ССР, после 1944 года — Военный трибунал войск ГУГБ Эстонской ССР[9][10];
- дом 8В — четырёхэтажный квартирный дом построен в 1939 году по заказу квартирного товарищества «Ома пере» (Oma pere — с эст. «Своя семья»), архитекторы Отт Пуурайд[эст.] и Харальда Арман, фасад здания —  памятник архитектуры[11];
- дом 8С — пятиэтажный многоквартирный дом, построенный в 1930-х годах, расположен отдельно от линии фасада остальных зданий улицы, внутри квартала между улицами Роозикрантси и Харидузе. Здание простой формы имеет довольно представительные входные порталы на восточном и южном фасадах, обрамлённые пилястрами, срезанные углы у южного фасада и выступающую часть цоколя высотой около 1,2 метра. Лифт, изготовленный и установленный Францем Круллем в 1933 году, эксплуатируется до сих пор. В 2012 году фасад здания был обновлён;
- дом 9 —  жилое и торговое здание, спроектированное в духе позднего скандинавского модернизма, построено в 2002 году рядом с т. н. «Швейцарским домом» (Swiss House, эст. Šveitsi maja), образует с ним единый комплекс;
- дом 10, дом 10А — жилой дом и клиника,  памятник архитектуры, были собственностью Фридриха Акеля, врача, имевшего частную практику и бывшего в 1924 году главой эстонского государства; архитектор — Армас Линдгрен[12];
- дом 11 — правопреемниками этого участка недвижимости являются Эстонская ассоциация молодых христианских женщин и Эстонская ассоциация молодых христианских мужчин (NNKÜ/NMKÜ). Проект семиэтажного здания с двумя подземными этажами под названием «Швейцарский дом» был выполнен шведской архитектурной фирмой «FFNS», архитектор — Ааре Сакс;
- дом 12 — одноэтажный наземный гараж;
- дом 15 — четырёхэтажный каменный дом с мансардой, построен в 1911—1912 годах по проекту Жака Розенбаума. Внизу располагались торговые помещения, со стороны улицы находились большие представительские квартиры, со стороны двора — квартиры поменьше,  памятник архитектуры[13];

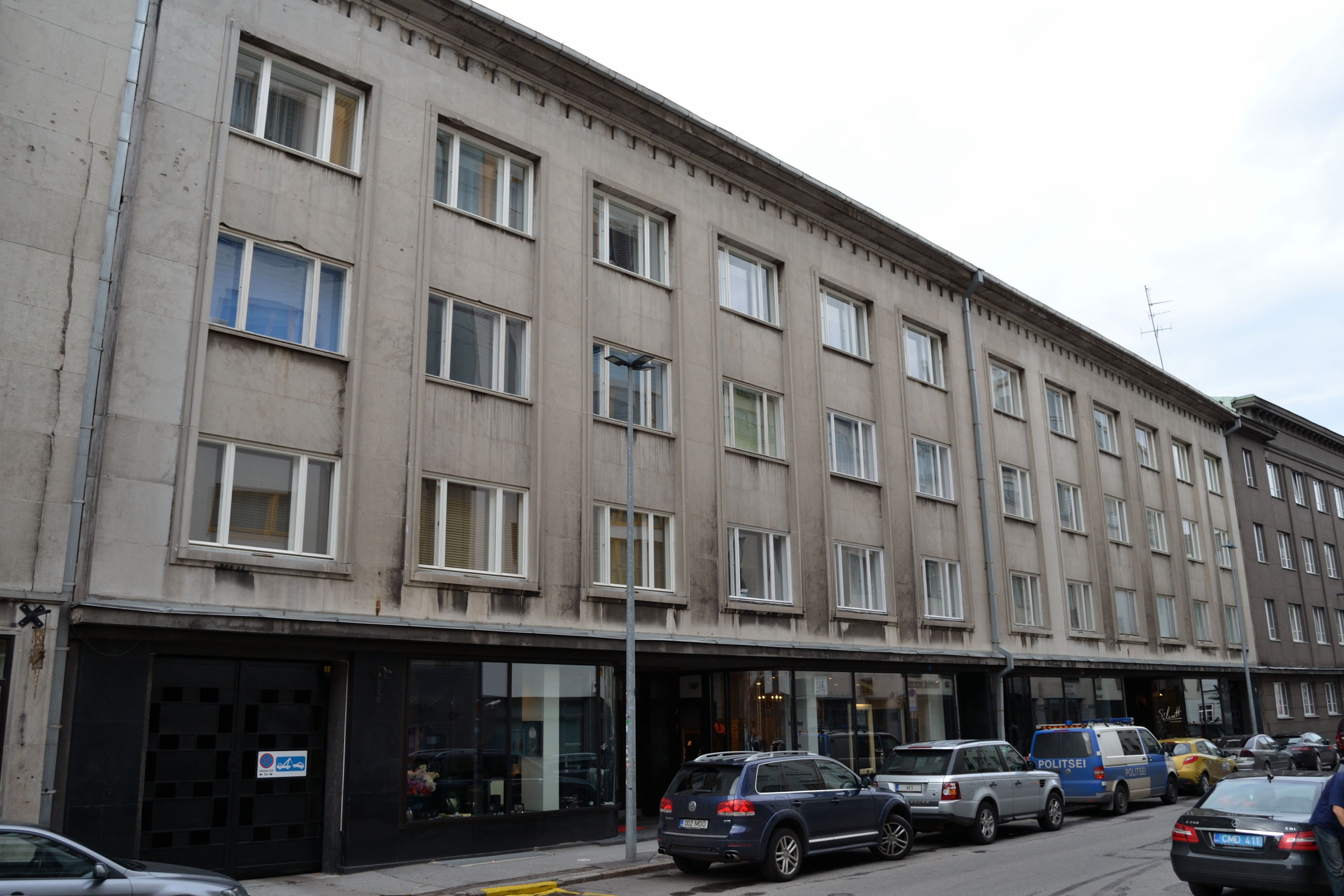
Дом 8
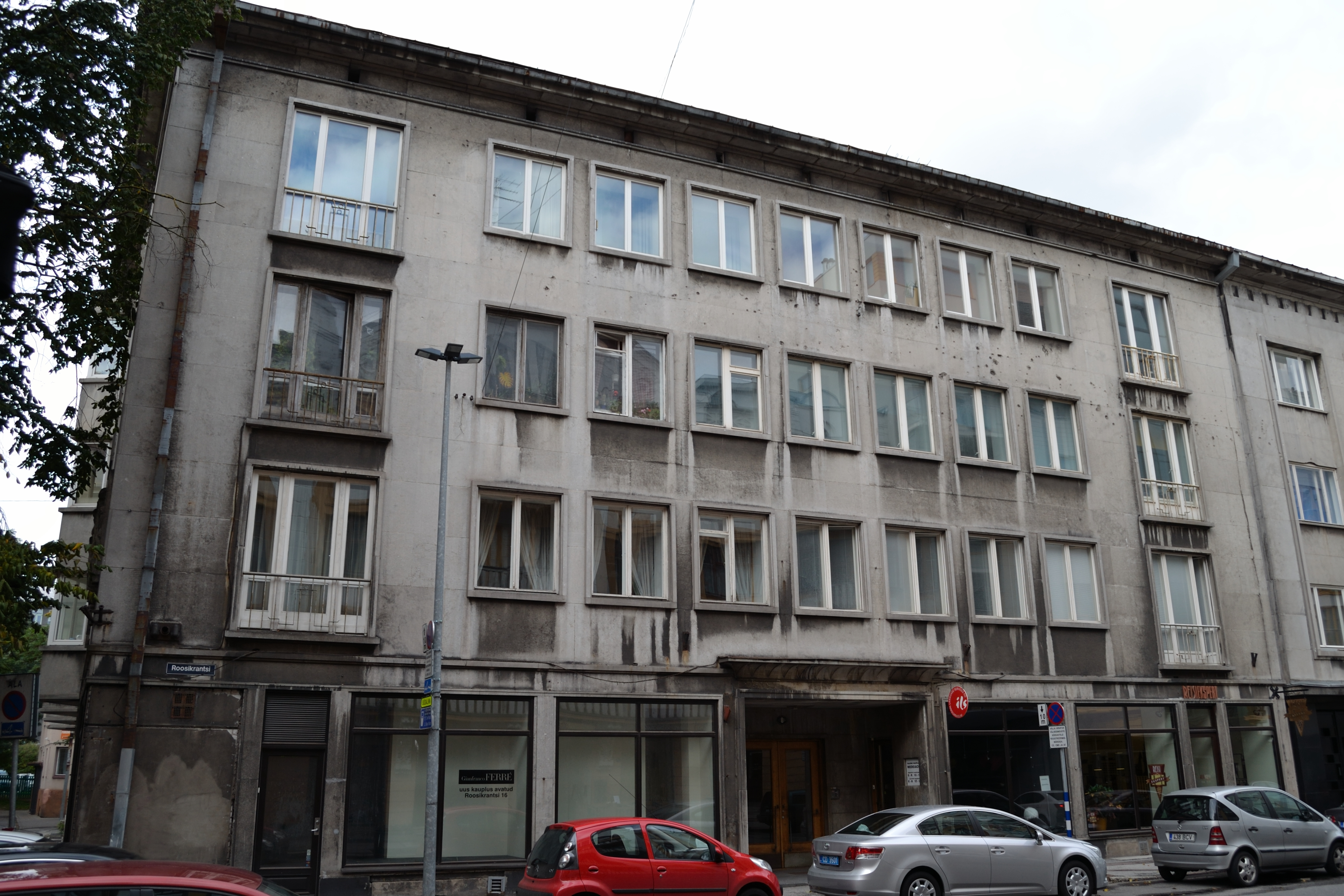
Дом 8B
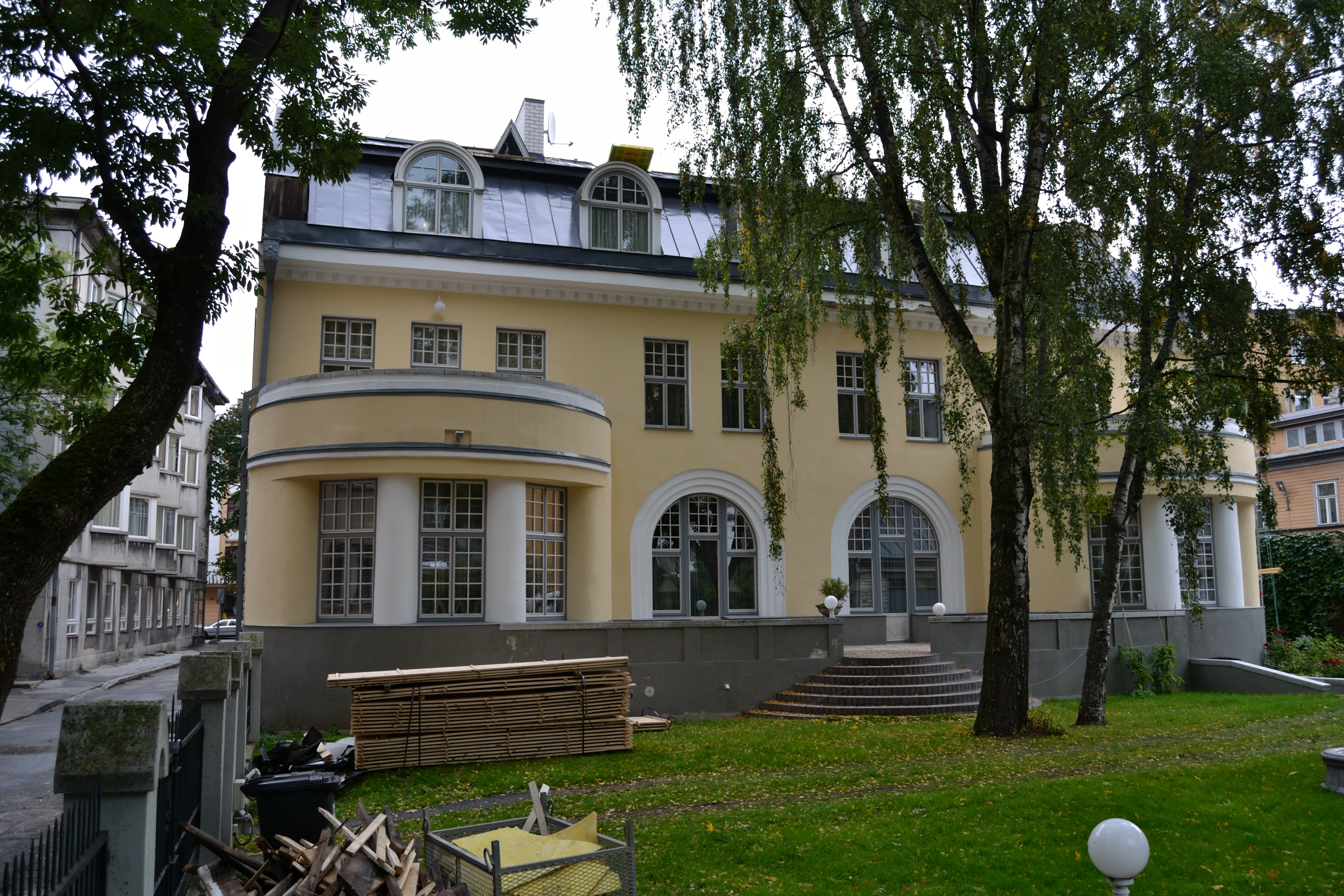
Дома 10 и 10A
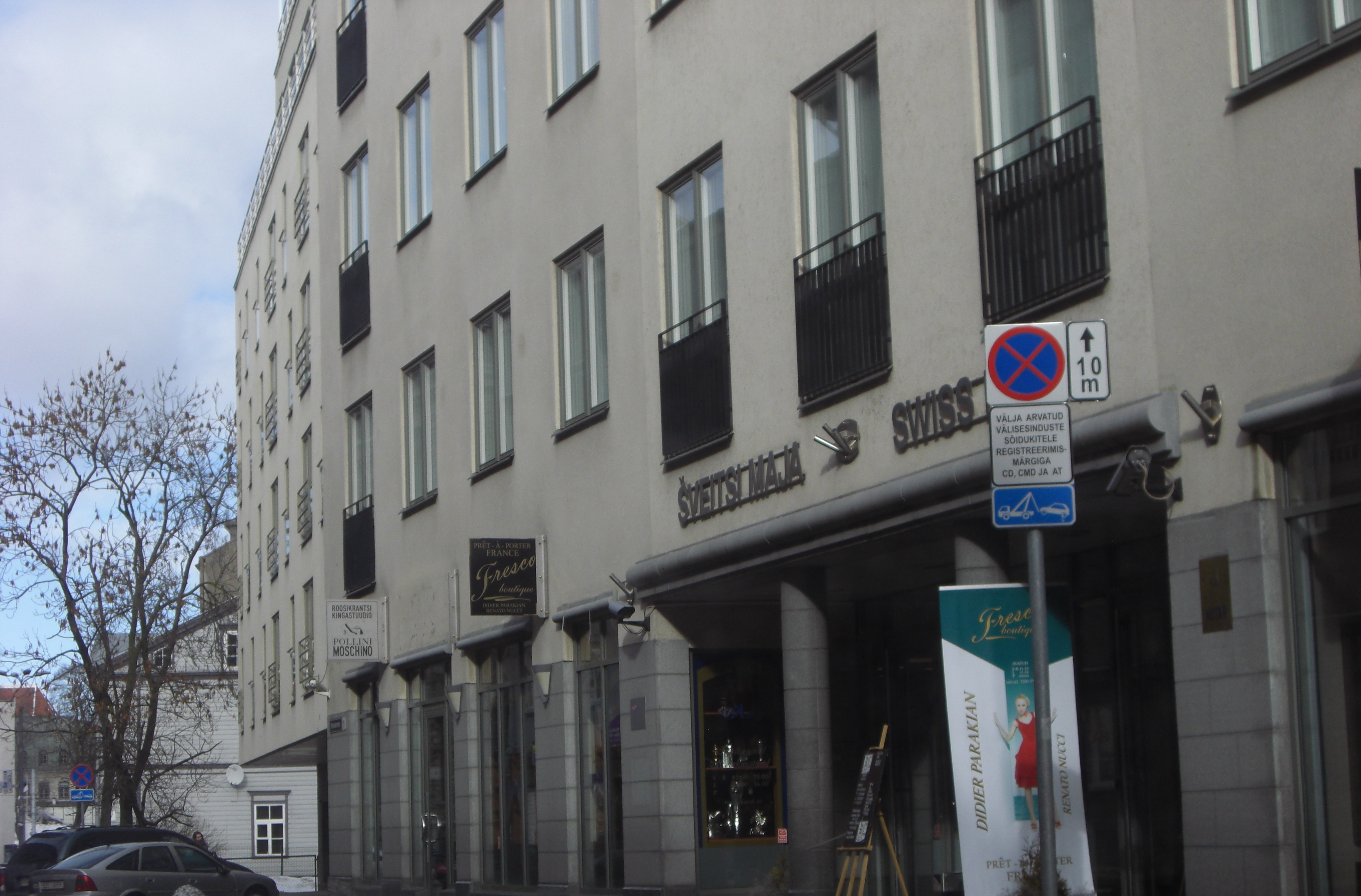
Дом 11
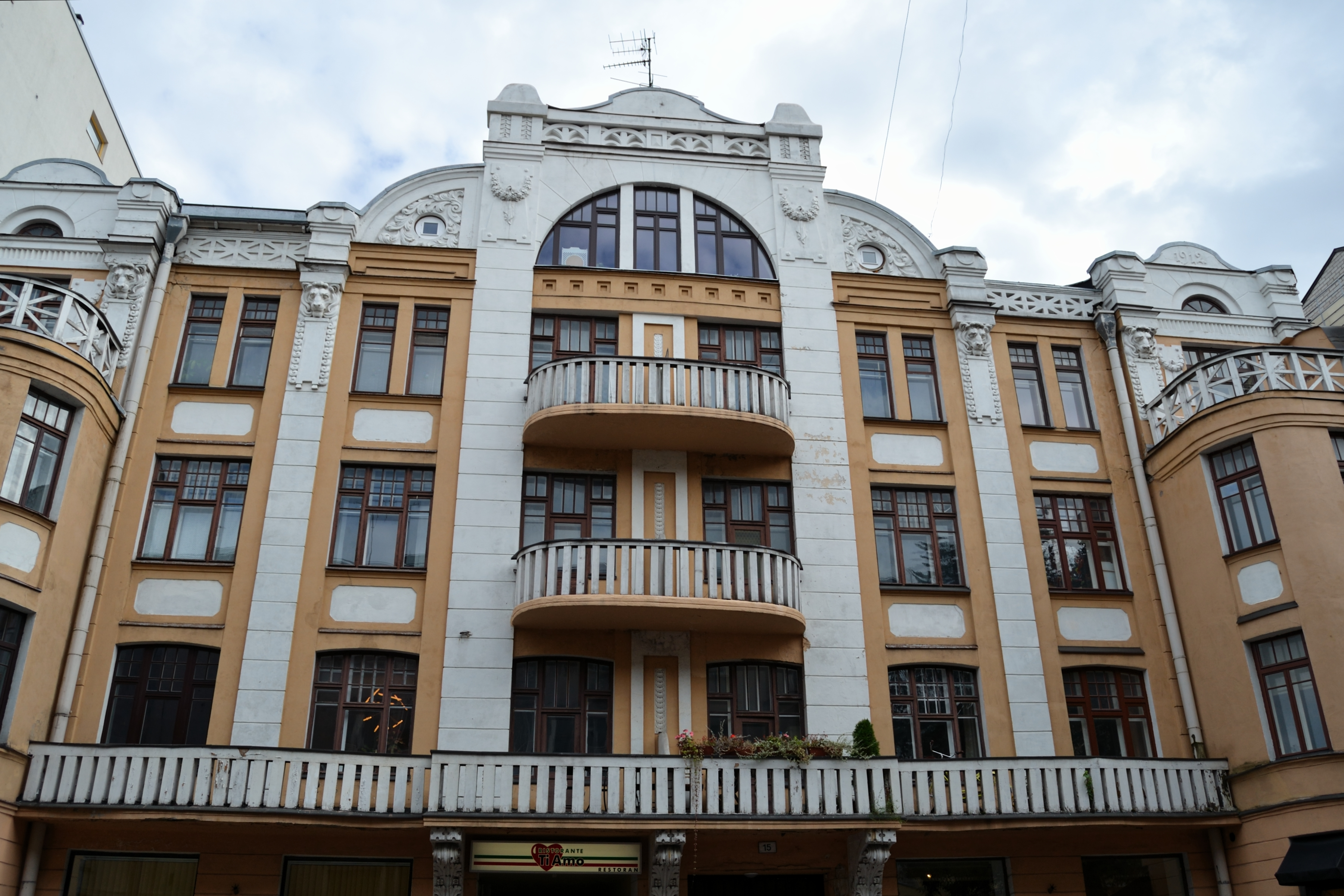
Дом 15

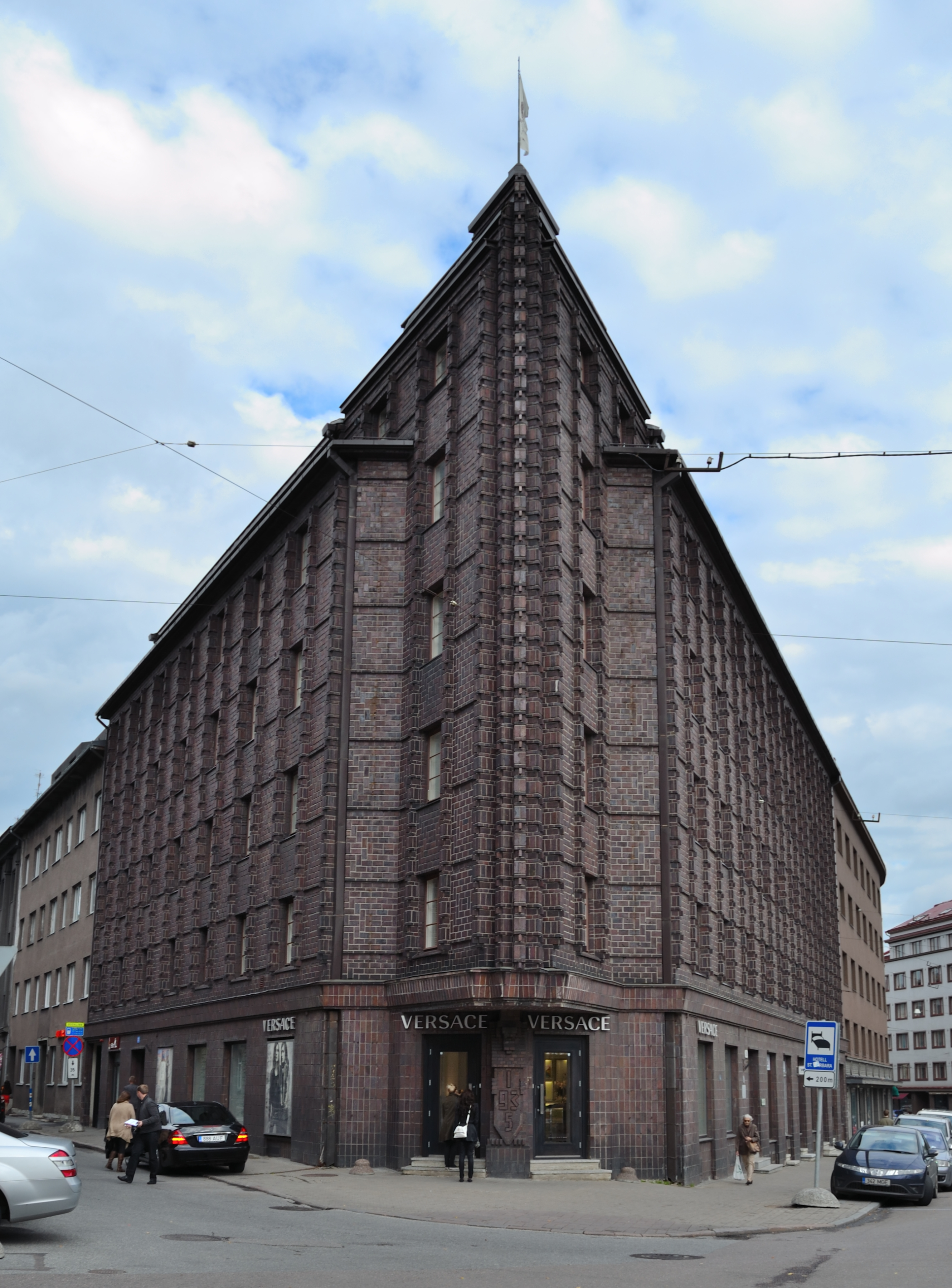
Дом 23

- дом 16 — дом Аугуста Наариса (August Naaris), первоначально пятиэтажный жилой дом с коммерческим площадями на первом этаже и гаражом во внутреннем дворе, построен в 1935 году, архитектор Эуген Захариас[эст.]. Позже к дому был пристроен шестой этаж. Вместе со зданиями Пярнуского шоссе 38 и 40 и улицы Харидузе 13 этот дом образует характерный для своей эпохи городской архитектурный ансамбль;
- дом 19 — четырёхэтажный жилой дом, построен в 1934 году по проекту Эугена Захариуса; является выдающимся образцом представительского традиционализма;
- дом 23 (Roosikrantsi 23 / Pärnu mnt 36) — кирпичное торгово-жилое здание на углу улицы Роозикрантси и Пярнуского шоссе по проекту Роберта Натуса,  памятник архитектуры. Фасад здания выполнен из клинкерного кирпича. Вместе со вторым клинкерным зданием Натуса (Roosikrantsi 1 / Vabaduse väljäk 7) эти строения, созданные для одного и того же заказчика, являются самыми выразительными носителями экспрессионизма в эстонской архитектуре[14].

В Государственный регистр памятников культуры Эстонии как памятник археологии внесено «Кладбище св. Варвары» — территория между улицей Роозикрантси и бульваром Каарли. К настоящему времени бо́льшая часть этого участка недвижимости исследована и застроена. Захоронения можно обнаружить на заднем дворе домов на улице Роозикрантси 2А и на бульваре Каарли 3.

## Предприятия и учреждения
- Roosikrantsi tn 2A — 3-звёздочная гостиница «Hotel St. Barbara»[16];
- Roosikrantsi tn 4 — хостел «Euphoria»[17];
- Roosikrantsi tn 6 — Институт эстонского языка[18];
- Roosikrantsi tn 9 — туристическое агентство «Anhel Tours»[19];
- Roosikrantsi tn 13 — интернет-кафе «Comma»[20].
- Roosikrantsi tn 16 — французская кондитерская «Eclair Factory Tallinn»;
- Roosikrantsi tn 17 — представительский магазин швейцарских фабрик натуральной косметики и продуктов «Nahrin» и «Jüstrich»[21].